# San Antonio, San Felipe
San Antonio är en ort i Mexiko.   Den ligger i kommunen San Felipe och delstaten Guanajuato, i den centrala delen av landet, 300 km nordväst om huvudstaden Mexico City. San Antonio ligger 2 046 meter över havet och antalet invånare är 316.
Terrängen runt San Antonio är platt åt nordväst, men åt sydost är den kuperad. Runt San Antonio är det ganska glesbefolkat, med 31 invånare per kvadratkilometer. Närmaste större samhälle är San Felipe, 12,9 km norr om San Antonio. Trakten runt San Antonio består i huvudsak av gräsmarker.